# Usquert

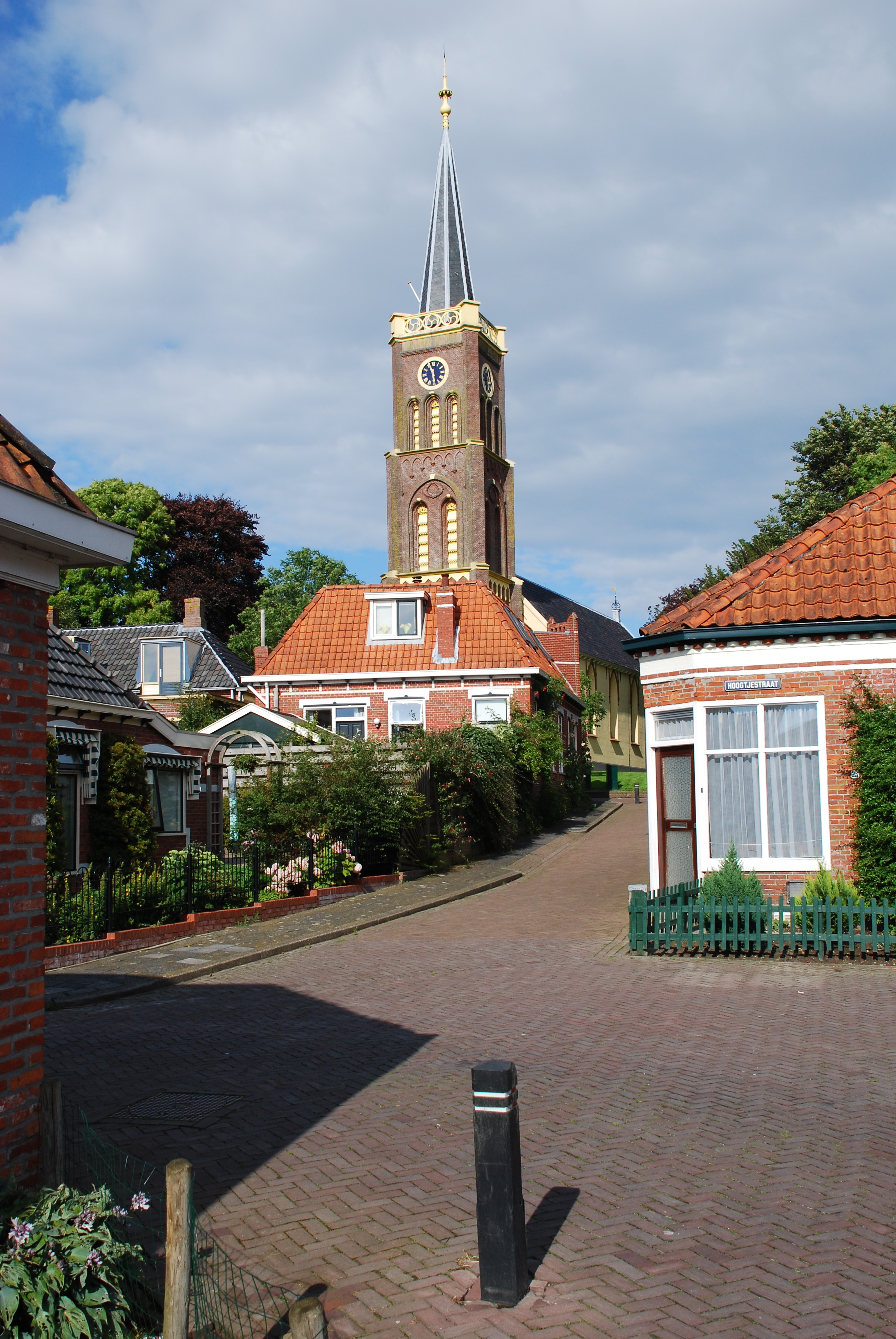
Usquert: la chiesa di San Pietro

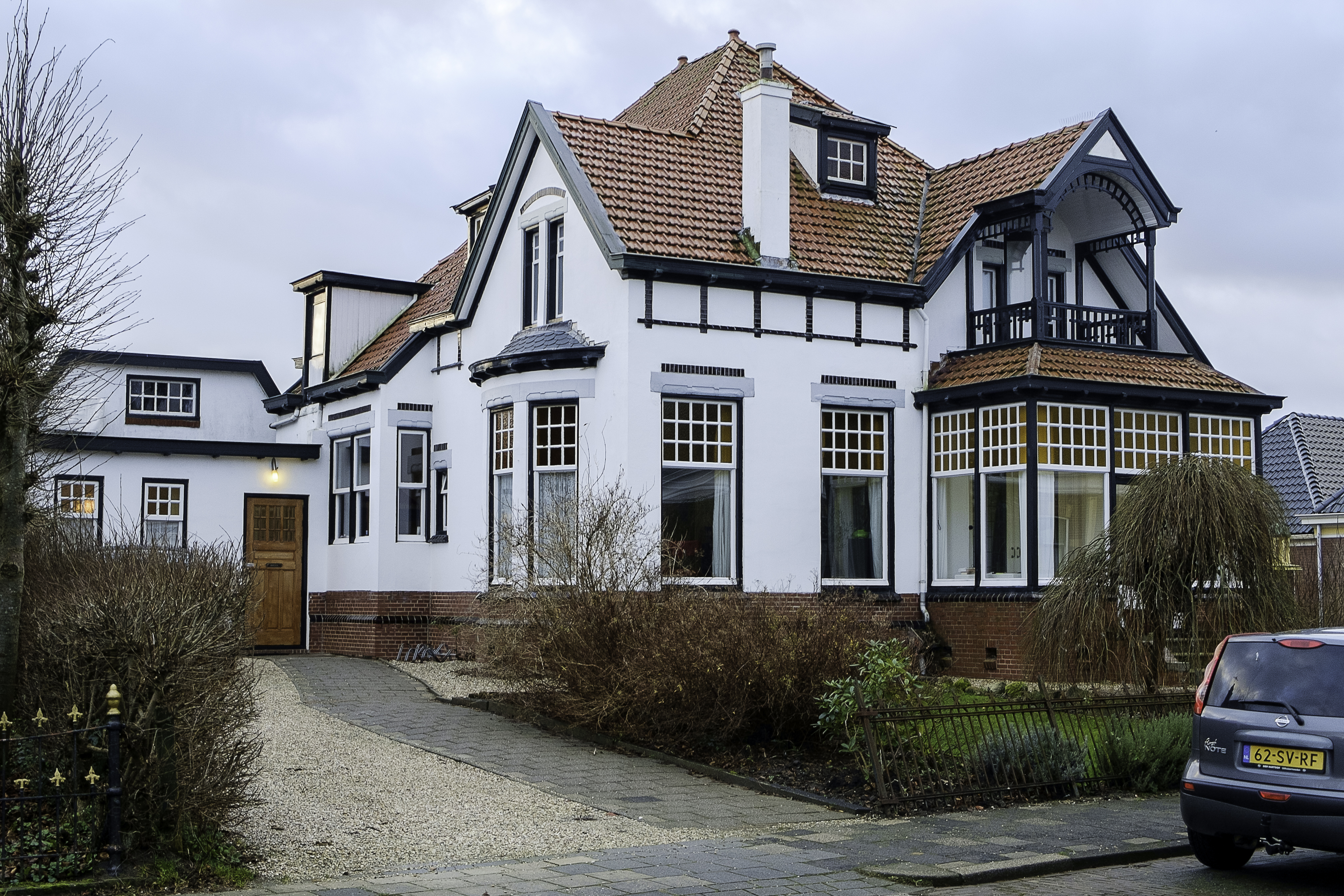
Edificio classificato come rijksmonument a Usquert

Usquert  (in Gronings: Oskerd) è un villaggio di circa 1.100 abitanti del nord-est dei Paesi Bassi, facente parte della provincia di Groninga e situato nella regione di Hoogeland. Dal punto di vista amministrativo, si tratta di un ex-comune, dal 1990 inglobato nella municipalità di Eemsmond.

## Geografia fisica
Usquert si trova nella parte settentrionale della provincia di Groninga, a pochi chilometri dalla costa che si affaccia sul Mare del Nord, ed è situato tra le località di Uithuizen e Warffum (rispettivamente a sud-ovest della prima e a nord-ovest della seconda.

## Storia
Nel corso dell'VIII secolo, predicò ad Usquert un apostolo di San Bonifacio e Willibrand, l'apostolo Liutger, che secondo la leggenda ridonò la vista ad un non vedente del posto.
In seguito, nel 1217, fu fondato ad Usquert un monastero, ricostruito poi vent'anni dopo essere andato distrutto in un incendio.

### Simboli
Lo stemma di Usquert è costituito da uno sfondo rosso con due pesci ai lati e con tre croci di Malt al centro.

## Monumenti e luoghi d'interesse
Usquert vanta 41 edifici classificati come rijksmonumenten .

### Architetture religiose

#### Chiesa di San Pietro
Principale edificio religioso di Usquert è la chiesa di San Pietro, risalente al XII secolo.

### Architetture civili

#### Mulino Eva
Altro edificio d'interesse è il mulino Eva, un mulino a vento risalente al 1891.

## Società

### Evoluzione demografica
Nel 2011, la popolazione stimata di Usquert era pari a 1.120 abitanti, di cui 570 erano uomini e 550 erano donne.
La località ha conosciuto un incremento demografico rispetto al 2008, quando la popolazione stimata era pari a 1.110 unità e rispetto al 2001, quando la popolazione censita era pari a 1.085 abitanti.

## Geografia antropica

### Suddivisioni amministrative
Buurtschappen
- Noordpolder (in parte)
- Noordpolderzijl
- De Streek
- Wadwerd
- Westerhorn